# Port lotniczy Eskişehir-Anadolu
Port lotniczy Eskişehir-Anadolu (IATA: AOE, ICAO: LTBY) – port lotniczy położony w Eskişehir, w Turcji, znajdujący się w kampusie İki Eylül Uniwersytetu Anadolu. Obsługiwany jest przez Szkołę Lotnictwa.

## Linie lotnicze i połączenia
| Linia Lotnicza    | Kierunek                         |
| ----------------- | -------------------------------- |
| Corendon Airlines | Sezonowo: 1. Bruksela            |
| SunExpress        | 1. Bruksela                      |
| TUI fly Belgium   | 1. Bruksela Sezonowo: 1. Ostenda |
| Turkish Airlines  | Sezonowe czartery: 1. Bruksela   |